# Футбольна ліга (Греція)
Футбольна ліга — третя за рангом професійна футбольна ліга в Греції. До сезону 2010-11 турнір іменувався Бета Етнікі (грец. Β' Εθνική).

## Історія
Ліга з'явилася в 1954 році як регіональний чемпіонат, розділений на дві групи — Північну і Південну. З 1960 по 1984 роки існувало декілька груп, найбільше у 1962 році — десять. Сучасна структура турніру була введена вперше в сезоні 1983-84.

## Формат турніру
Вісімнадцять клубів ліги грають один з одним двічі, один раз на домашній арені і один на виїзді, в цілому 34 гри для кожного клубу. В кінці сезону, за його результатом три найкращі клуби виходять до Суперліги 2, другої ліги держави, а три найгірші клуби вилітають до ліги четвертого рівня — Гамма Етнікі.

## Переможці

### З 1953 до 1962
| Сезон   | Переможець |
| ------- | --- |
| 1953-54 | Панахаїкі, Нікі Волос |
| 1954-55 | Панетолікос, Олімпіакос, Волос |
| 1956-57 | Панаргіакос, Докса Драма |
| 1957-58 | ОФІ, Докса Драма |
| 1958-59 | Панегіаліос, Докса Драма |
| 1959-60 | Фостірас, Атромітос Пірей, Панелефсініакос, Термаїкос                                                                                    |
| 1960-61 | Панелефсініакос, Нікі Волос, Аспіда Ксанті, Егалео                                                                                       |
| 1961-62 | Панкорінтіакос, Панегіаліос, Іракліс Кавала, Іракліс Серрес, Ахіллеас Трикала, Лариса, Олімпіакос, Волос, Пієрікос, Візас, Родіакос, ОФІ |

### З 1963 до 1982
| Сезон   | Переможець                                                  |
| ------- | ----------------------------------------------------------- |
| 1962-63 | Едессаїкос, Докса Драма, Олімпіакос Халкіда, Панкорінтіакос |
| 1963-64 | Панахаїкі, Проодефтікі, Фліппі Кавала                       |
| 1964-65 | Пансерраїкос, Едессаїкос, Егалео, Візас                     |
| 1965-66 | Верія, ОФІ, Візас                                           |
| 1966-67 | Панелефсініакос, Кавала, Олімпіакос, Волос                  |
| 1967-68 | Халкіда, Трикала                                            |
| 1968-69 | Панахаїкі, Кавала                                           |
| 1969-70 | Аполлон, Афіни, Верія, Фостірас                             |
| 1970-71 | Панахаїкі, Трикала, Олімпіакос, Волос                       |
| 1971-72 | Пансерраїкос, Каламата, Атромітос                           |
| 1972-73 | Аполлон, Афіни, Аполлон Каламаріас, Лариса                  |
| 1973-74 | ПАС Яніна, Касторія, Каламата                               |
| 1974-75 | Аполлон, Афіни, Панетолікос, Пієрікос                       |
| 1975-76 | Кавала, ОФІ                                                 |
| 1976-77 | Егалео, Верія                                               |
| 1977-78 | Родос, Лариса                                               |
| 1978-79 | Докса Драма, Корінтос                                       |
| 1979-80 | Пансерраїкос, Атромітос                                     |
| 1980-81 | Родос, Іракліс, Салоніки                                    |
| 1981-82 | Панахаїкі, Македонікос                                      |
| 1982-83 | Егалео, Аполлон Каламаріас                                  |

### З 1983
| Сезон   | Переможець         |
| ------- | ------------------ |
| 1983-84 | Панахаїкі          |
| 1984-85 | ПАС Яніна          |
| 1985-86 | Діагорас           |
| 1986-87 | Панахаїкі          |
| 1987-88 | Докса Драма        |
| 1988-89 | Шкода Ксанті       |
| 1989-90 | Атінаїкос          |
| 1990-91 | Етнікос, Пірей     |
| 1991-92 | Аполлон Каламаріас |
| 1992-93 | Наусса             |
| 1993-94 | Іонікос            |
| 1994-95 | Паніліакос         |
| 1995-96 | Кавала             |
| 1996-97 | Паніоніос          |
| 1997-98 | Аріс               |
| 1998-99 | Трикала            |
| 1999-00 | Атінаїкос          |
| 2000-01 | Егалео             |
| 2001-02 | ПАС Яніна          |
| 2002-03 | Акратітос          |
| 2003-04 | Керкіра            |
| 2004-05 | Лариса             |
| 2005-06 | Ерготеліс          |
| 2006-07 | Астерас            |
| 2007-08 | Пансерраїкос       |
| 2008-09 | Атромітос          |
| 2009-10 | Олімпіакос, Волос  |
| 2010-11 |                    |
| 2011-12 |                    |
| 2012-13 |                    |
| 2013-14 |                    |
| 2014-15 |                    |
| 2015-16 |                    |
| 2016-17 |                    |
| 2017-18 |                    |
| 2018-19 |                    |